# اقتلاع الجليد للصخور

منطقة اقتلاع الجليد للصخور في تشكيل بحيرات جبلية وحلبات جليدية.

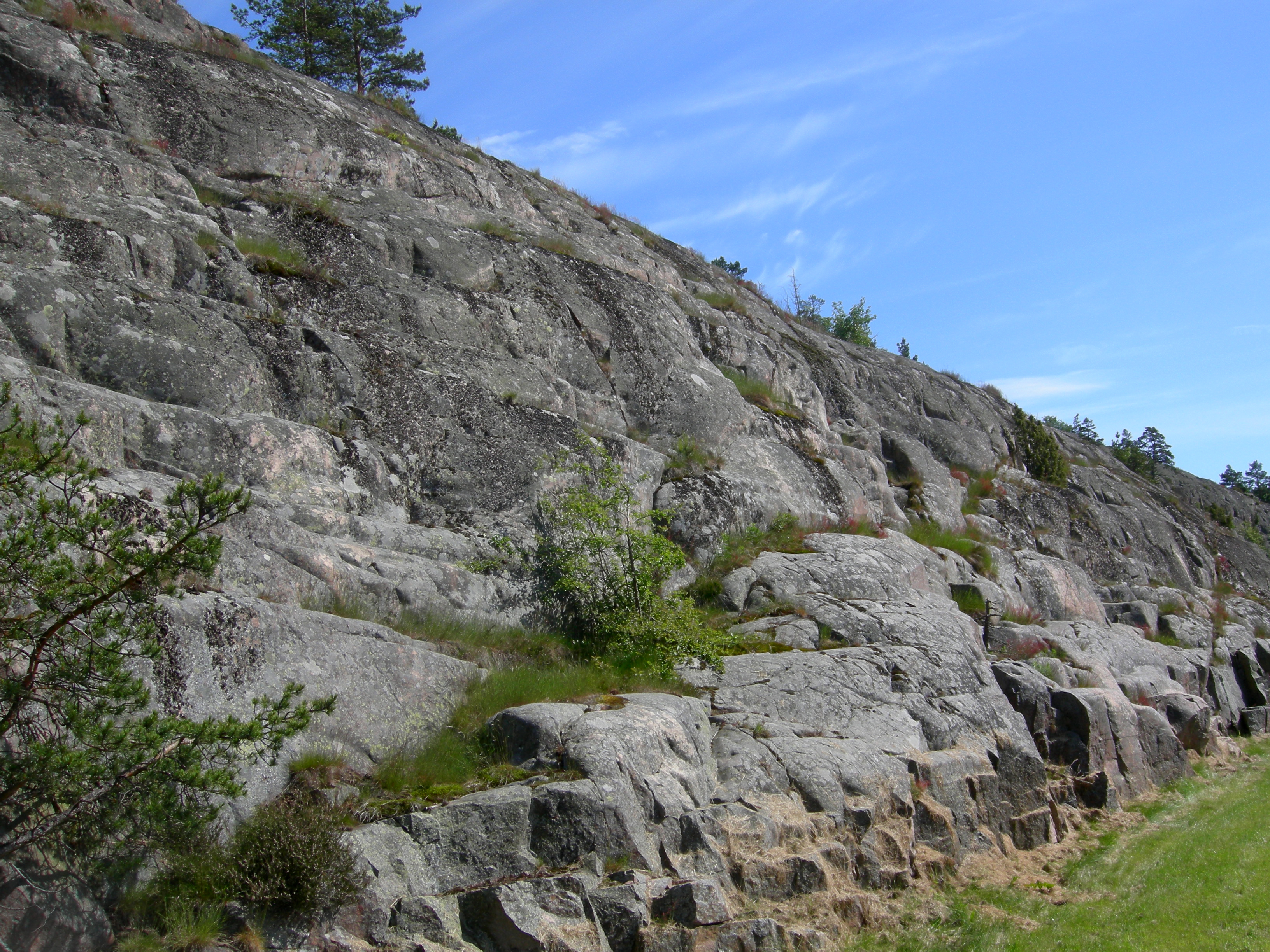
صخر أديم جرانيتي مقتلع بالجليد بالقرب من ماريهامن، جزر أولند.

اقتلاع الجليد للصخور (Plucking) هي ظاهرة جليدية تتسبب في تآكل ونقل صخر الأديم. ومع تحرك النهر الجليدي إلى أسفل الوادي، يحدث احتكاك مع قاع الصخور. ويتسبب هذا الاحتكاك في ذوبان الثلج القاعدي للنهر الجليدي وتخلله الفواصل في صخر الأديم حيث تتجمد بعد ذلك. وبينما يتحرك النهر الجليدي، يلتصق الصخر الآن بالنهر الجليدي ويُقتلع من صخر الأديم إلى قاعدة النهر الجليدي ويحمله معه. ويمكن أن تتسبب هذه الصخور المقتلعة أيضًا في سحج صخر الأديم والجدران.
يستغل اقتلاع الجليد للصخور الشقوق الموجودة سابقًا في صخر الأديم. ويلعب ذلك دورًا رئيسيًا في فتح وتكوين شقوق جديدة، ولكنه وفر فقط قطعًا صغيرة من المادة الصخرية المفككة. ويتبع ذلك تآكل الصخور المفككة بواسطة الجليد. وخلال عملية التآكل، تتجمد المادة الصخرية المفككة في قاعدة النهر الجليدي وتندمج مع الثلج الجليدي. وهذه العملية مهمة عندما يكون صخر الأديم مفصليًا للغاية؛ حيث يسمح ذلك لماء الجليد المنصهر بالاختراق. ويُعرف اقتلاع الجليد للصخور أيضًا باسم المقلع (quarrying).